# اچ‌ام‌اس شکارچی (۱۷۸۷)
اچ‌ام‌اس شکارچی (۱۷۸۷) (به انگلیسی: HMS Orion (1787)) یک کشتی بود که طول آن ۱۷۰ فوت (۵۲ متر) بود. این کشتی در سال ۱۷۸۷ ساخته شد.